# El Siglo de Torreón
El Siglo de Torreón é um jornal mexicano impresso, um dos mais importantes da região do Bolsão de Mapimí, foi fundado em 1922 em Torreón, Coahuila por Antonio de Juambelz e Bracho 1 sob a direção de Joaquín Moreno. El Siglo de Torreón é membro da State Publishers Association.